# Palacio arzobispal de Alcalá de Henares
El palacio arzobispal de Alcalá de Henares es un palacio fortaleza situado en el centro histórico de Alcalá de Henares (Comunidad de Madrid, España). Es actualmente sede de la Diócesis de Alcalá de Henares. Se encuentra en la plaza del Palacio y forma parte del conjunto monumental declarado Patrimonio de la Humanidad por la Unesco.

## Historia
Primero fue una fortaleza mudéjar mandada construir en 1209 por el arzobispo Rodrigo Jiménez de Rada (1209-1247), como residencia temporal de los arzobispos de Toledo (Alcalá pertenecía a la archidiócesis) y de ahí su nombre. Ha sufrido varios incendios y destrucciones, y ha sido remodelado en varias ocasiones hasta la actualidad.
En 1308 se reunieron los reyes Fernando IV de Castilla y Jaime II de Aragón para acordar y firmar el Tratado de Alcalá de Henares por el cual se repartían los territorios conseguidos a las taifas andalusíes durante la Reconquista.
También en el siglo XIV, el arzobispo Pedro Tenorio (1377-1399) reconstruirá el edificio fortificándolo. Construyó un patio de armas, de planta rectangular, de más de 2 hectáreas de superficie, rodeado por una muralla con 21 torreones; todos de planta rectangular menos la albarrana de planta pentagonal, y el adjunto a ésta de planta semicircular. Actualmente quedan 16 torreones, destacando el "Torreón de Tenorio" nominado en recuerdo del arzobispo.
En el siglo XV, el arzobispo Juan Martínez Contreras (1423-1434) edificará el ala oriental, adornada con amplios ventanales góticos, el Antesalón y el Salón de Concilios. Estos dos últimos estaban comunicados por un gran arco túmido (en herradura apuntada), y cubierto por un formidable artesonado gótico-mudéjar.
El 20 de enero de 1486, aquí se celebró la primera entrevista entre la reina Isabel I de Castilla con Cristóbal Colón para financiar el viaje a las Indias.
En 1524 el arzobispo Alonso de Fonseca y Ulloa (1523-1534) encargará al arquitecto Alonso de Covarrubias la construcción del ala occidental, con sus patios y su magnífica escalera. Su sucesor, el cardenal Juan Pardo de Tavera (1534-1545), terminaría las obras.
Durante toda su existencia albergó en su interior los archivos de la diócesis de Toledo. Posteriormente sus instalaciones se utilizaron para la custodia de las Escribanías Notariales y las de Rentas del partido judicial. Y desde 1858 hasta 1939 fue el Archivo General Central de Alcalá de Henares.
Ante la saturación del Archivo de Simancas y su distancia a la Corte de Madrid, se determinó la creación del Archivo General Central en 1858 en el Palacio Arzobispal, tras su cesión al Estado para este fin por el arzobispo Cirilo de Alameda Brea (1857-1872). Este Archivo recibía documentación procedente de los Ministerios y de los organismos suprimidos tras la reforma de 1834, transcurridos los plazos reglamentarios se reenviaban los documentos al Archivo Histórico Nacional. Durante la Guerra Civil no recibió daños graves, aunque fue cuartel y taller del ejército republicano, uso que mantuvo el ejército vencedor, pero el 11 de agosto de 1939 un incendio destruyó el Archivo General Central. Su sucesor, desde 1969, es el Archivo General de la Administración (AGA), también en Alcalá de Henares.
Desde el 23 de julio de 1991 es la sede del Obispado de Alcalá de Henares y residencia del obispo. En 2019 se ha proyectado construir una "Casa de los Arqueólogos" sobre parte de los restos en ruinas que quedan del antiguo palacio.

## El edificio
La edificación ha sufrido numerosas construcciones y rehabilitaciones, siendo especialmente devastador el incendio del 11 de agosto de 1939, que destruyó dos tercios de su estructura: tres patios (el "de Fonseca o de Covarrubias", el "del Aleluya", y el "de la Fuente o del Jardín chico") la "Escalera de honor" y la "Fachada del Ave María", que era de estilo herreriano y se abría al "Jardín del Vicario". Las causas del fuego nunca se aclararon. En 1944 se planteó su reconstrucción como Seminario Menor de la Diócesis de Madrid-Alcalá por el arquitecto Rodolfo García-Pablos, sin llegar desarrollarse. Sin embargo, fue necesaria una profunda rehabilitación, que se completó en 1996, para residencia del obispo de la Diócesis de Alcalá de Henares.
Entrando por el patio de armas, aparece la fachada principal renacentista del edificio. Está dividida en dos cuerpos, siendo el bajo de sillarejo, con dos pisos de ventanales platerescos a los que se une una galería superior de arcos geminados de medio punto. Sobre la ventana central hay un escudo barroco de terracota, que reemplazó al imperial de Carlos V. El blasón es del cardenal-infante Luis Antonio, hijo de Felipe V, primer Borbón que sustituye a la dinastía de los Austrias. Este patio se encuentra cerrado, al sur, por una reja de hierro fundido, realizada en Bélgica en el siglo XIX.
En el ala oriental, donde se encontraba el "Salón de Concilios", se realizó en el siglo XIX una importante restauración en su exterior e interior por Juan José Urquijo y Manuel Laredo, siguiendo el estilo neomudéjar. Las ventanas muestran un original juego de tracerías de formas neogóticas. En 1997 se inauguró la restaurada capilla neogótica que sustituye al desaparecido Salón de Concilios. En el piso inferior se ha realizado un moderno salón de actos, en sustitución del "Salón de la reina Isabel".

### Elementos arquitectónicos desaparecidos en 1939

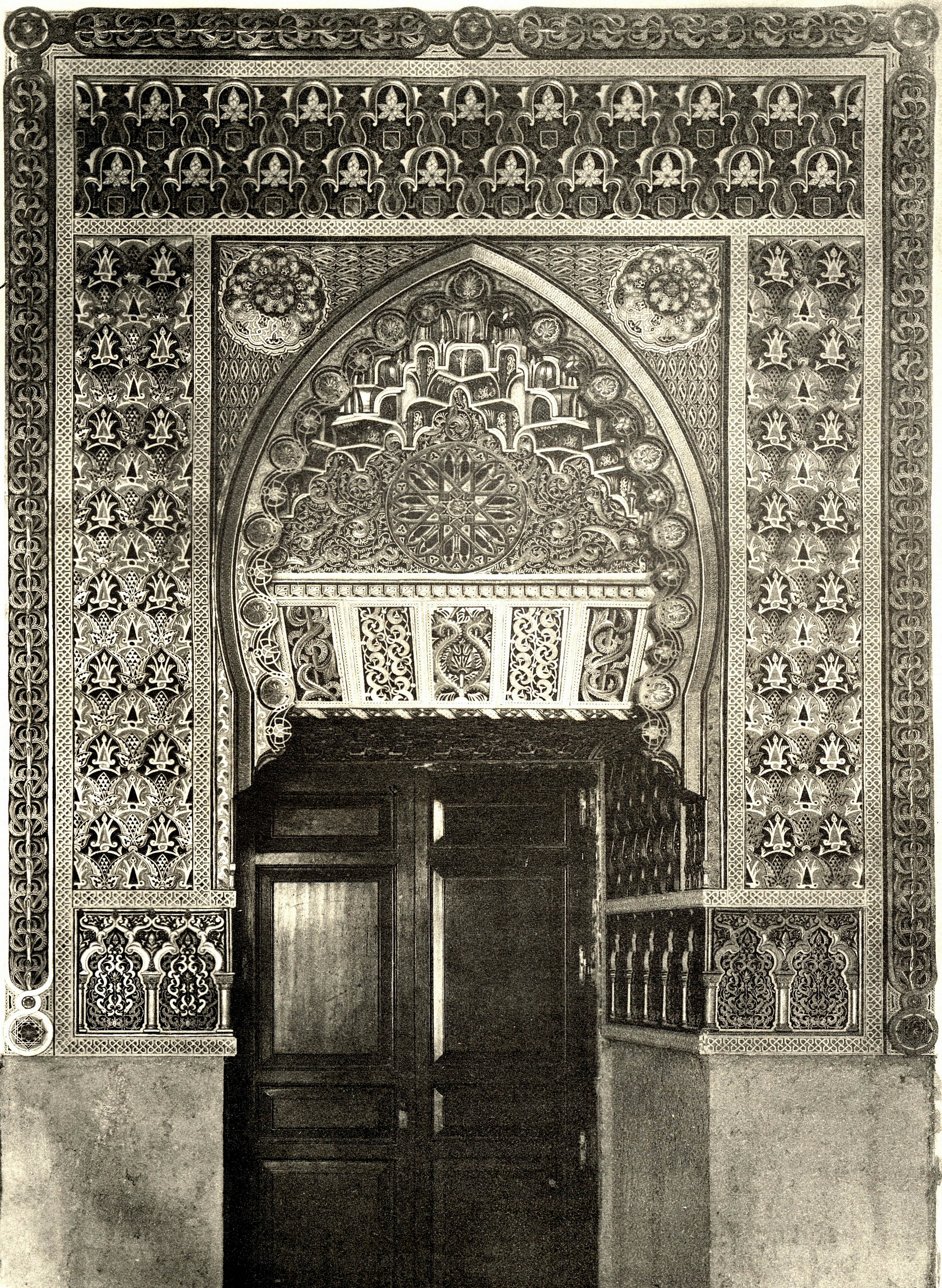
Puerta de la antesala al Salón de Concilios (Constantin Uhde, 1888).
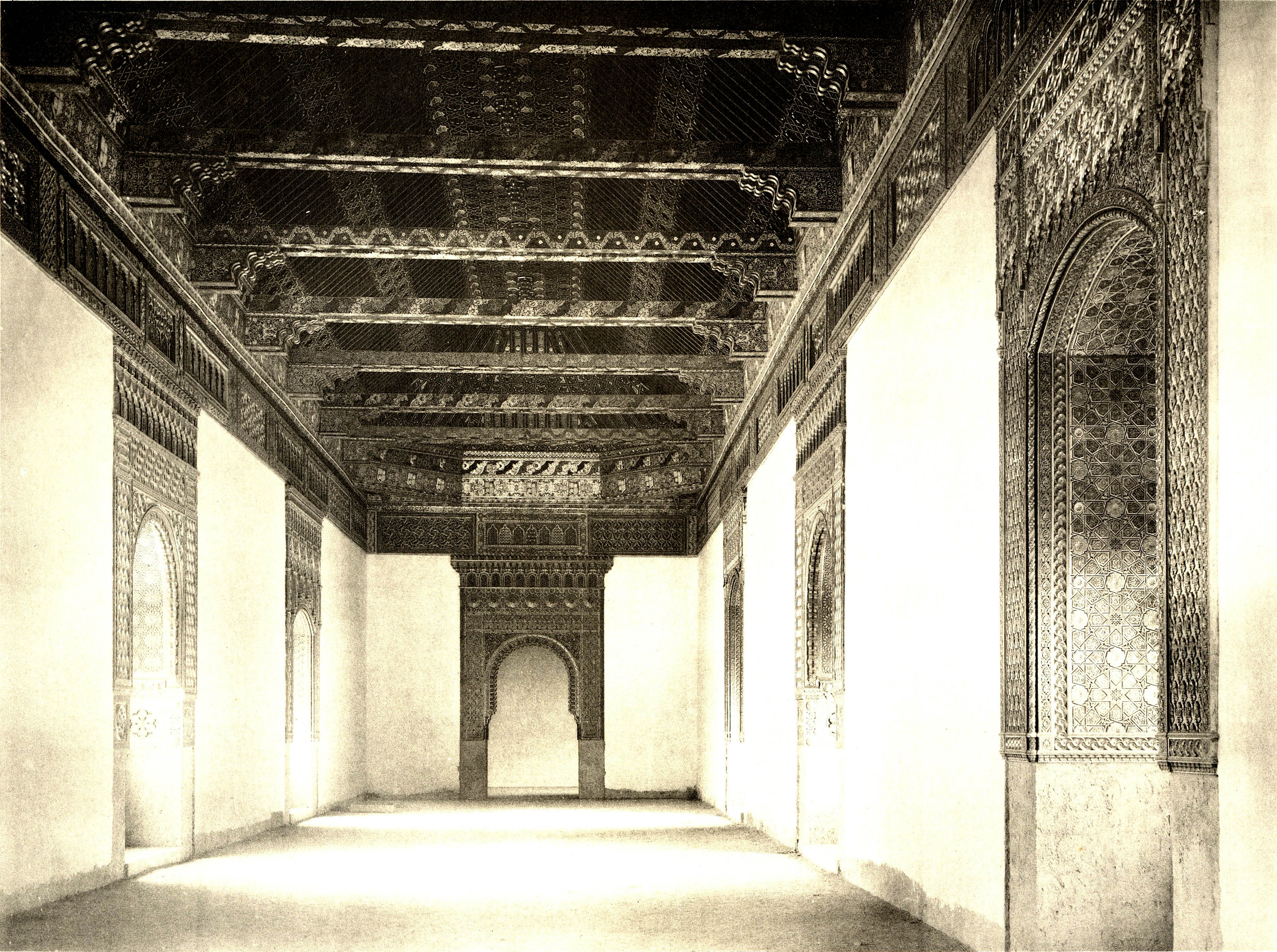
Salón de Concilios (Constantin Uhde, 1888).
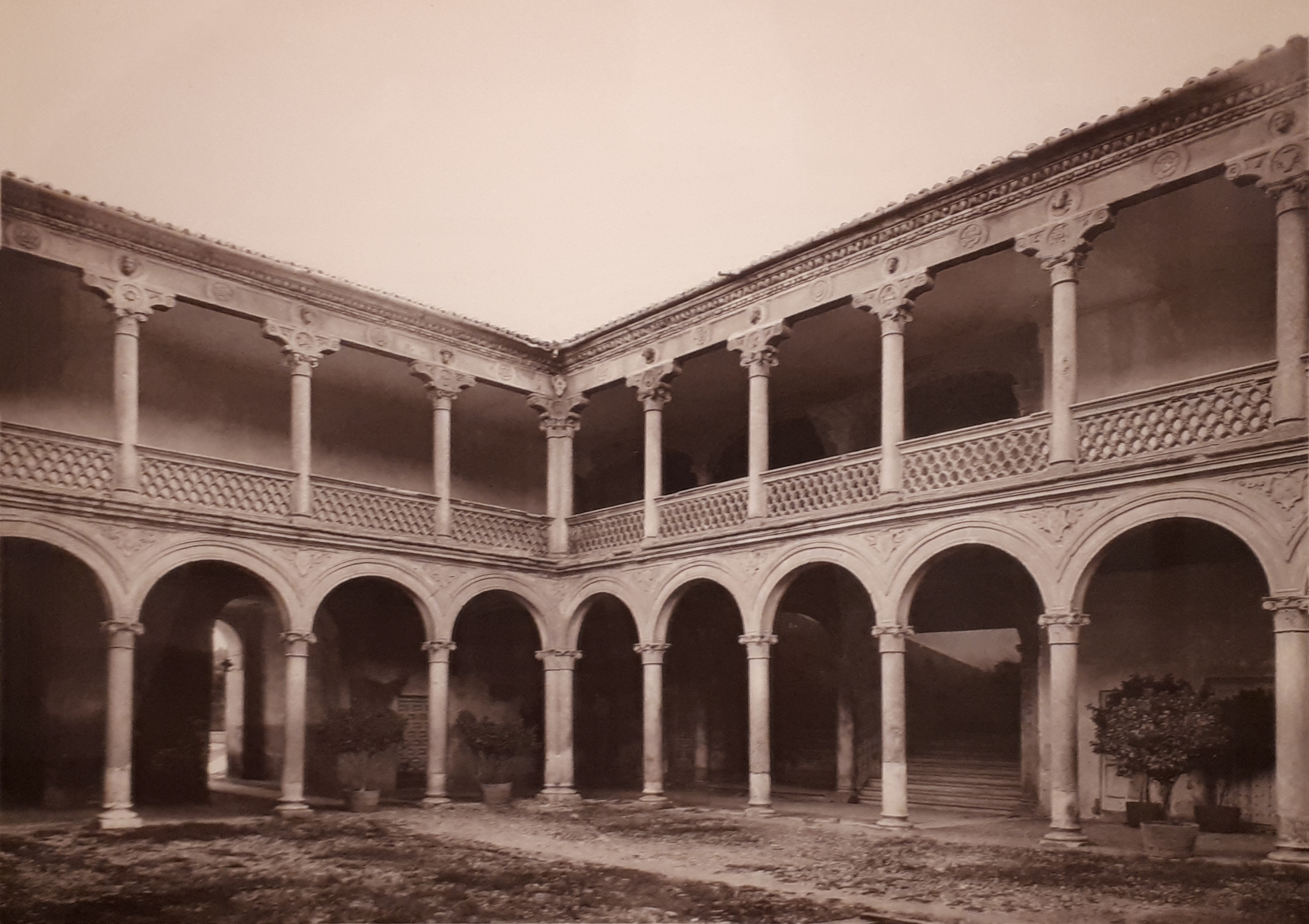
Patio de Fonseca (Max Junghändel, 1885).
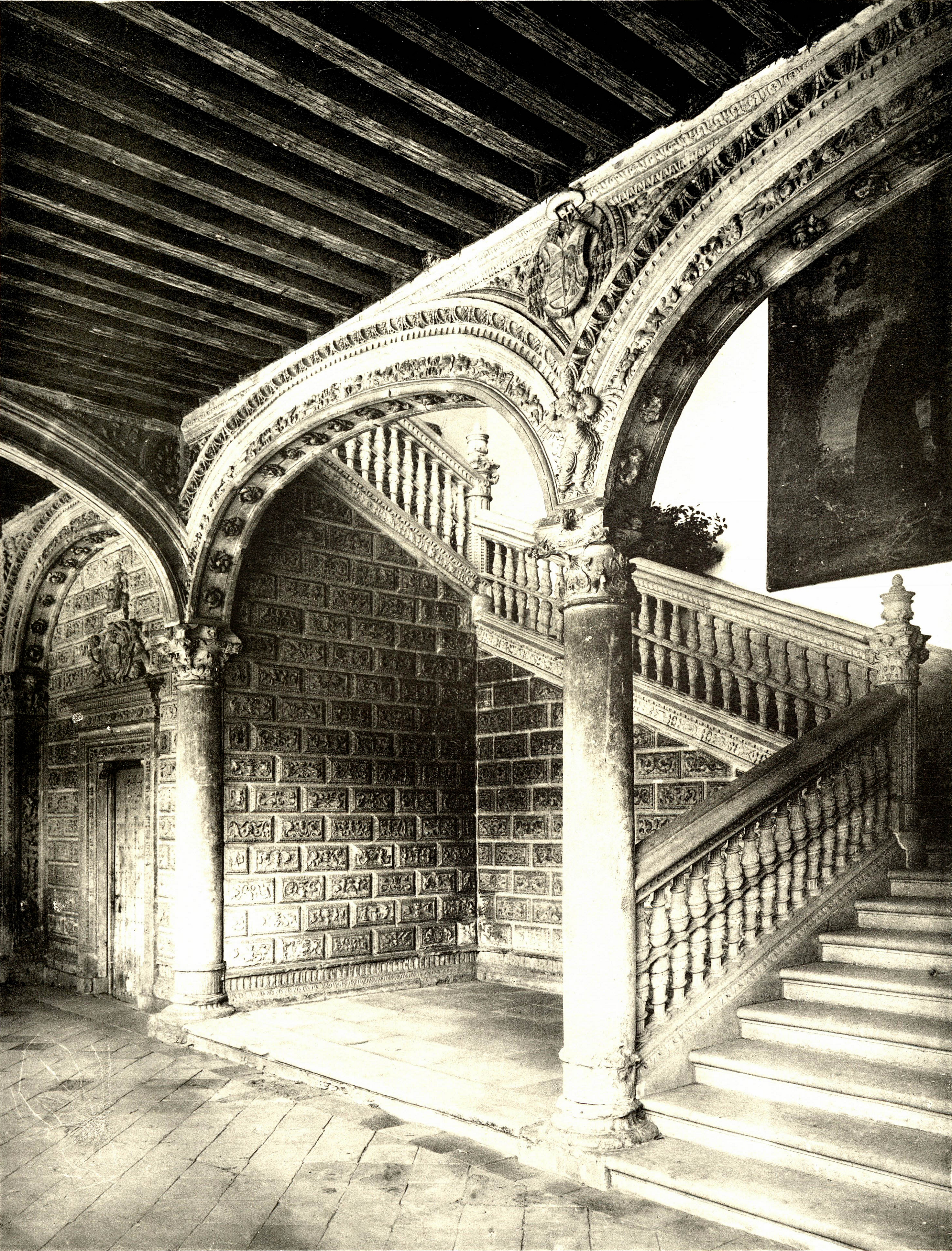
Escalera de Covarrubias (Constantin Uhde, 1888).
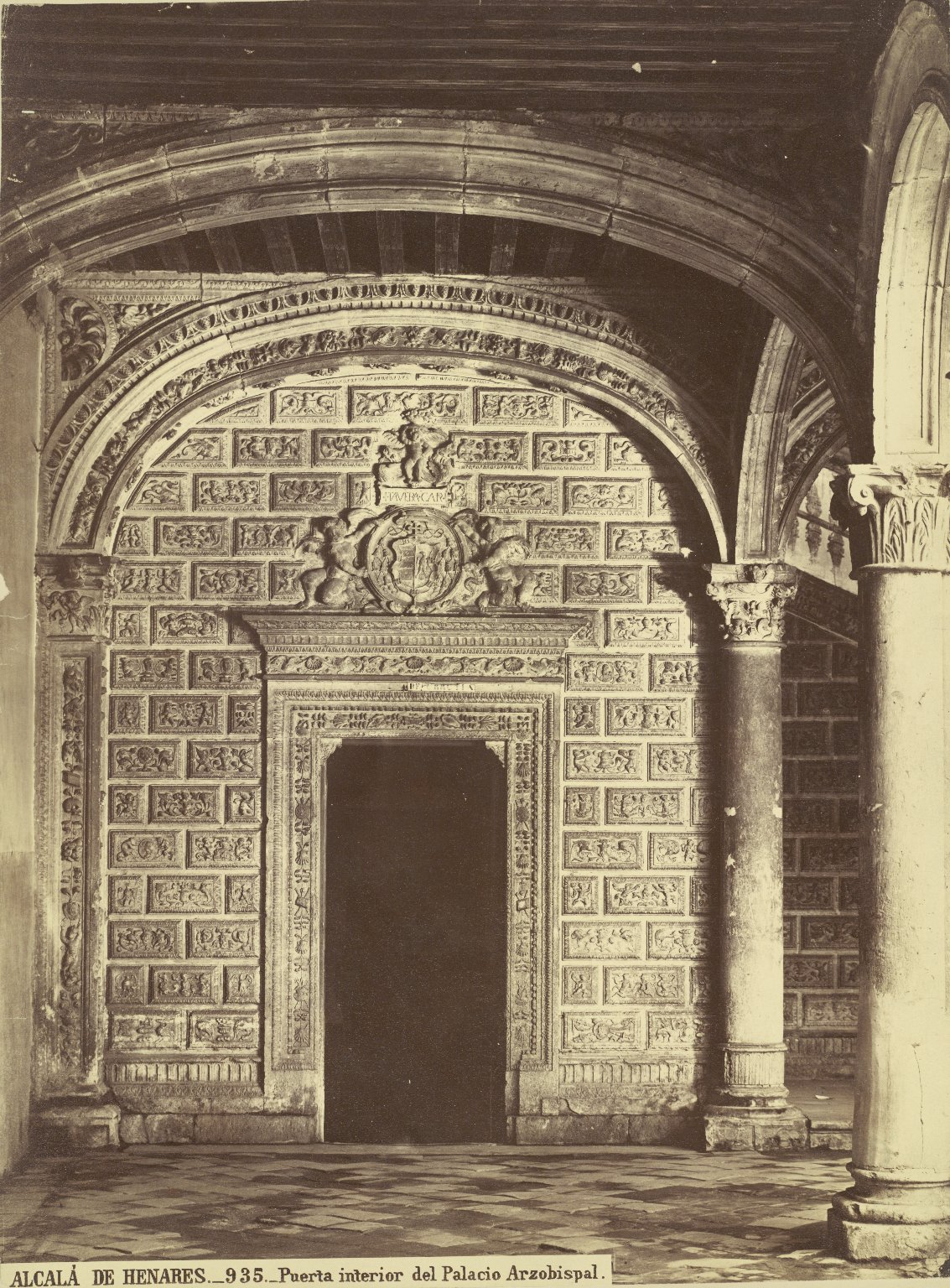
Puerta interior con el escudo de Tavera (Jean Laurent).
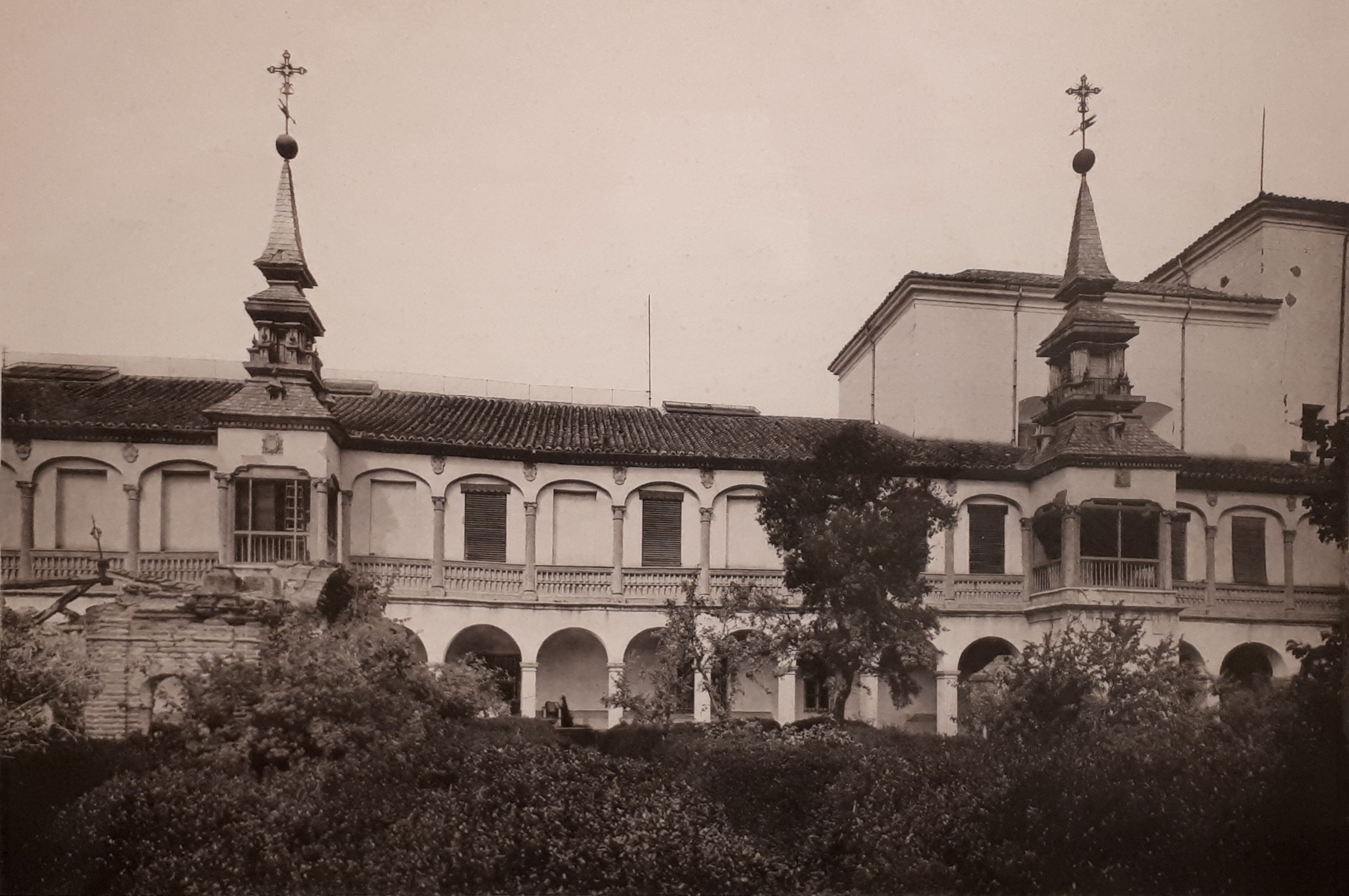
Fachada del Vicario o del Ave María (Max Junghändel, 1885).

## Personajes históricos

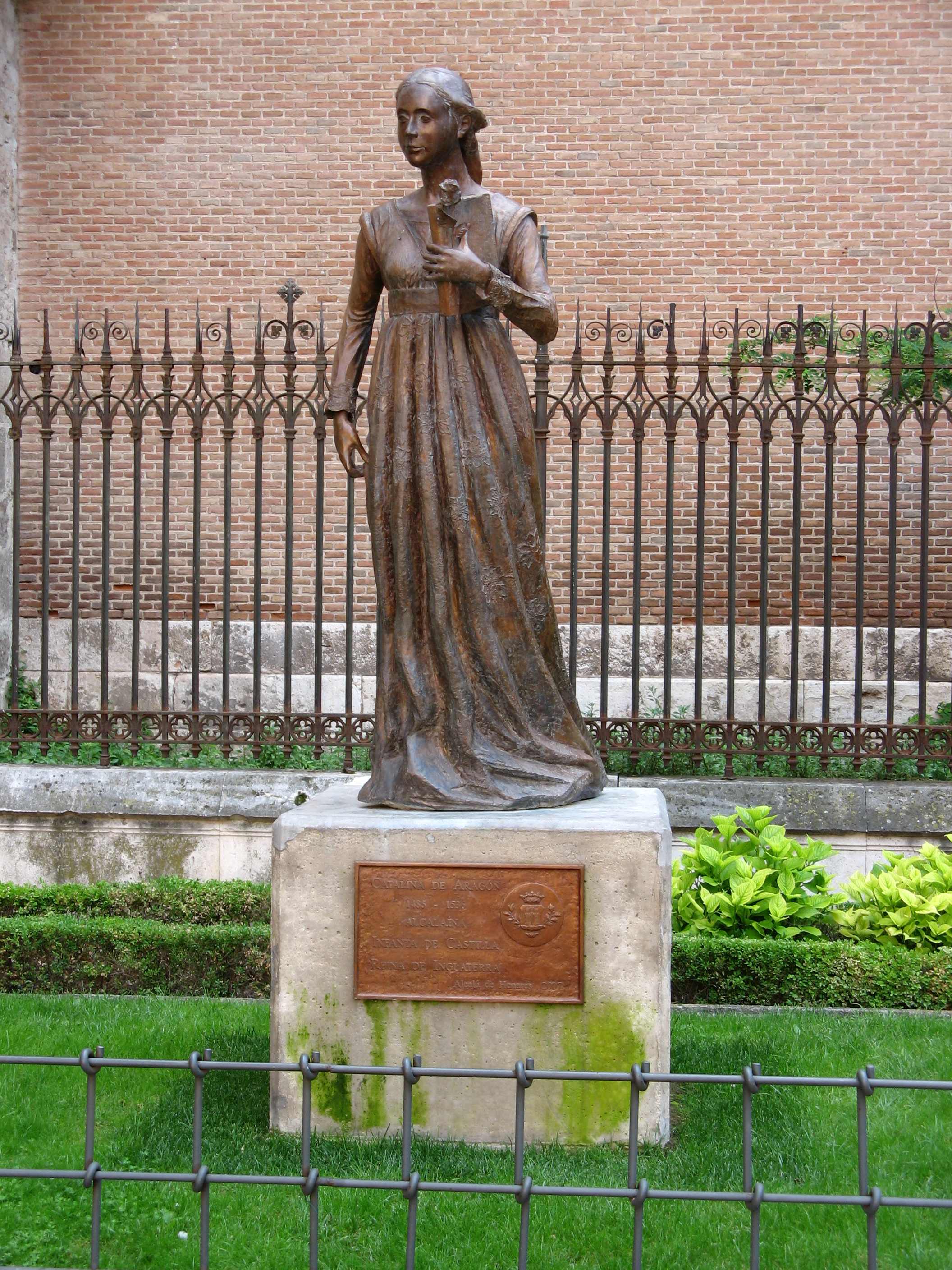
Estatua de Catalina de Aragón bajo el torreón de Tenorio

### Nacidos
- Catalina de Aragón (1485-1536)
- Fernando I de Habsburgo (1503-1564)

### Fallecidos
- Juan I de Castilla (1358-1390)
- Arzobispo Jimeno de Luna (c. 1278-1338)
- Arzobispo Sancho de Rojas (1372-1422)
- Arzobispo Juan Martínez Contreras (¿?-1434)
- Arzobispo Alfonso Carrillo de Acuña (1410-1482)
- Arzobispo Alonso de Fonseca y Ulloa (1475-1534)
- Arzobispo García Loaysa y Girón (1534-1599)[17]

### Habitantes
Los obispos de la diócesis local desde el 23 de julio de 1991:
- Manuel Ureña Pastor (1991 a 1999)
- Jesús Catalá Ibáñez (1999 a 2008)
- Juan Antonio Reig Pla (2009 a 2022)
- Antonio Prieto Lucena, en el cargo desde el 2023.

## Palacio arzobispal de Alcalá en el cine

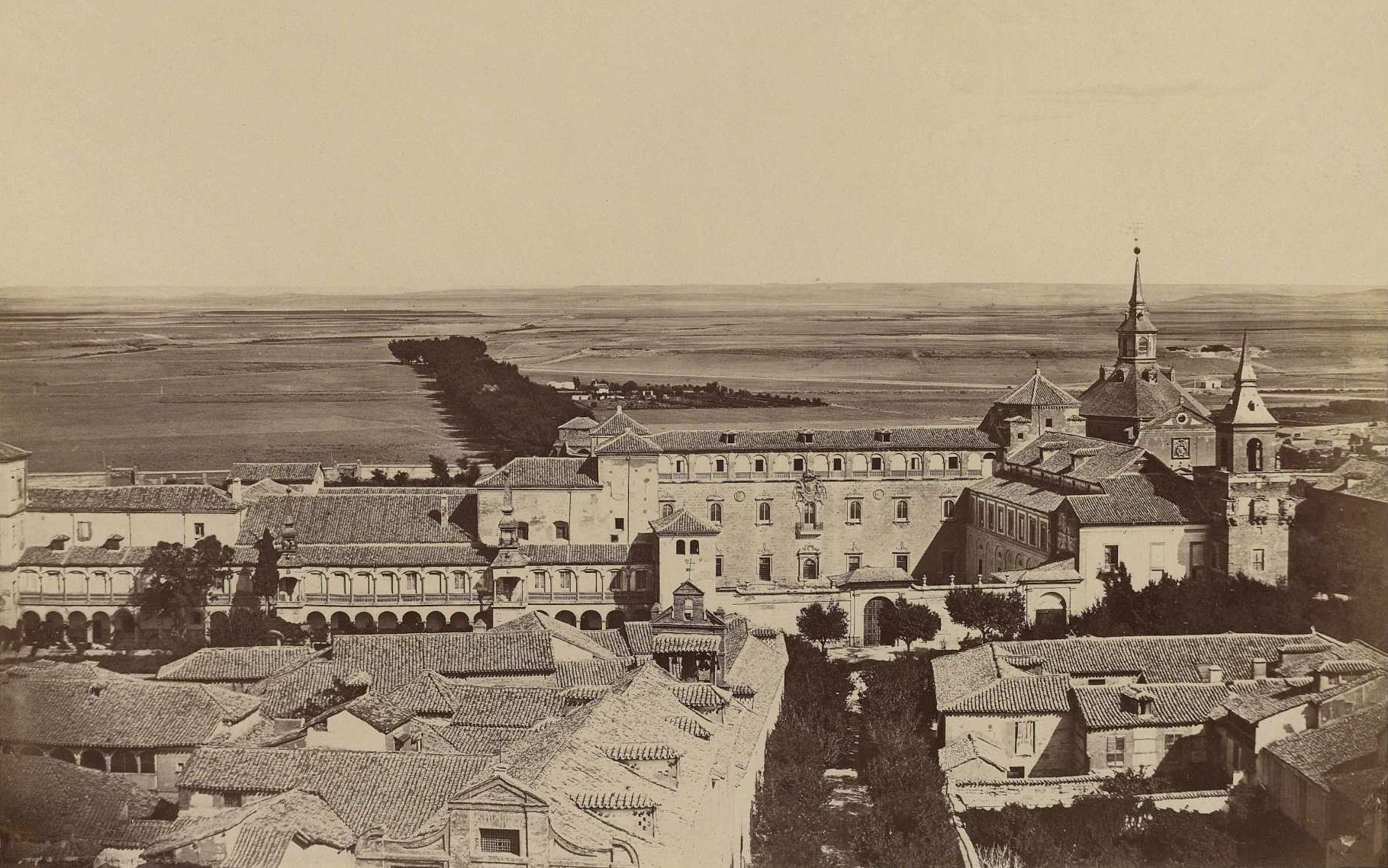
Vista general del Palacio Arzobispal (Jean Laurent, ca. 1870)

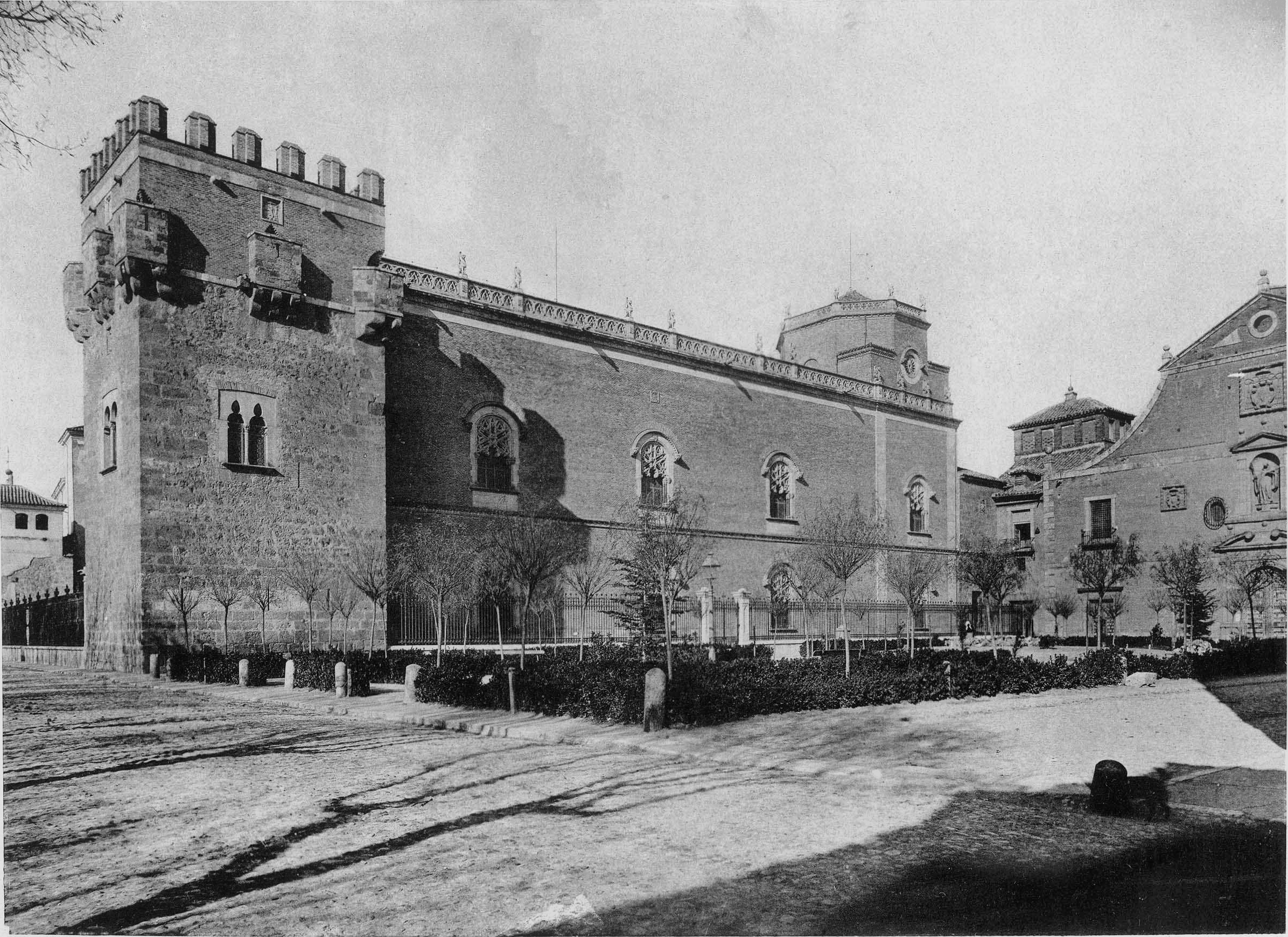
Fachada este (Hauser y Menet, 1892)

En sus instalaciones se grabaron parcial o totalmente varias producciones cinematográficas:

### Películas

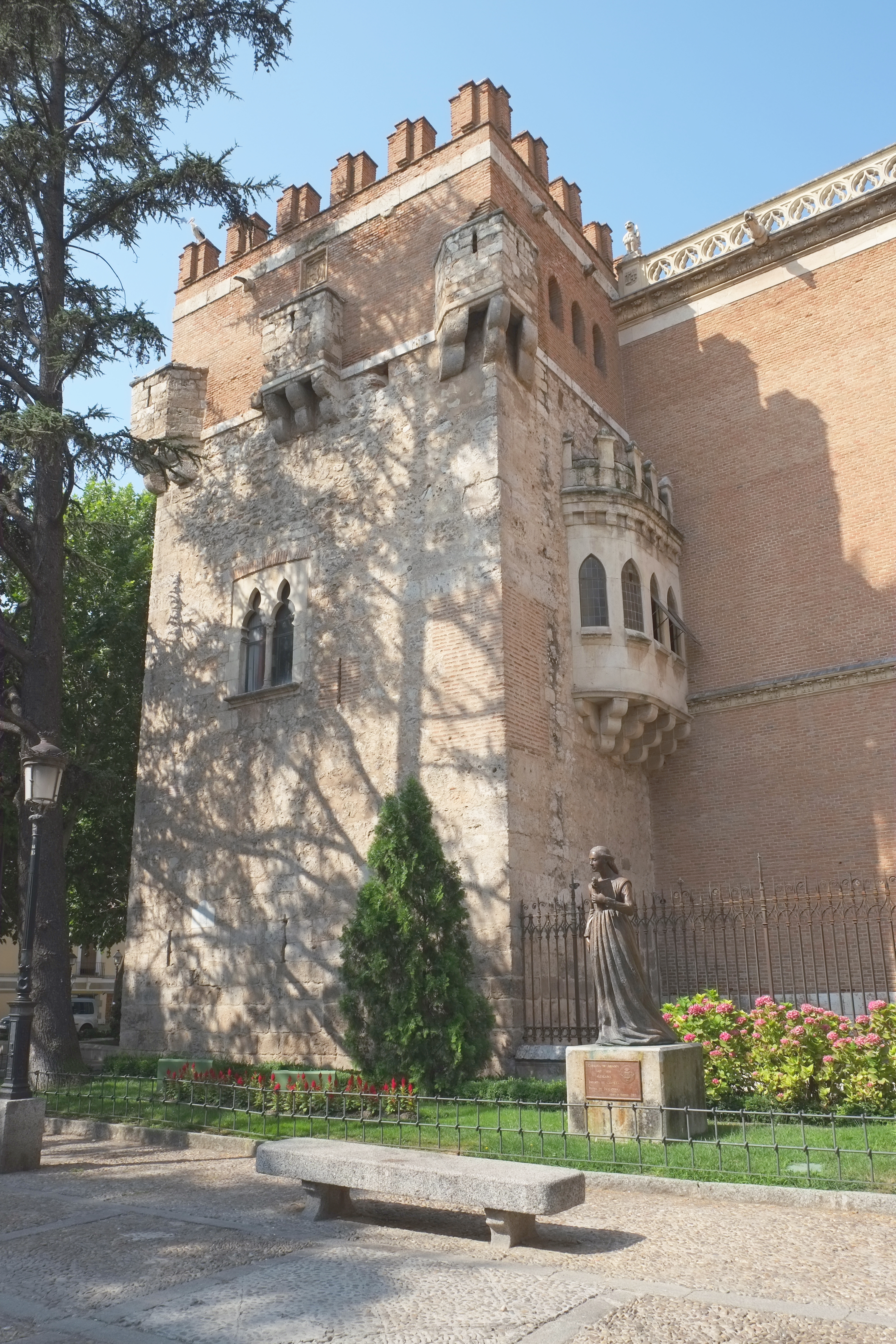
Torreón de Tenorio

- 1919: Los intereses creados de Jacinto Benavente y Ricardo Puga[21]
- 1928: El guerrillero de José Buchs[22]
- 1931: Isabel de Solís, reina de Granada de José Buchs[23]
- 1934: El agua en el suelo de Eusebio Fernández Ardavín[24]
- 1943: El escándalo de José Luis Sáenz de Heredia[25]
- 1960: La rana verde de José María Forn[26]
- 1967: Sor Citroen de Pedro Lazaga[27]
- 1972: Carta de amor de un asesino de Francisco Regueiro[28]
- 1972: ¡Qué nos importa la revolución! de Sergio Corbucci[29]
- 1973: Lo verde empieza en los Pirineos de Vicente Escrivá[30]
- 1974: Una pareja... distinta de José María Forqué[31]
- 1977: Paraíso de Miguel Luxemburgo (José Miguel Ganga)
- 1986: Dragón Rapide de Jaime Camino[32]

### Documentales
- 1935: Alcalá de Henares de Daniel Jorro
- 1943: Alcalá de Henares de Francisco Mora
- 1946: Alcalá, la cervantina de Juan A. Durán
- 1946: Compluto Alcalá de Henares de Luis Meléndez Galán
- 1970: Alcalá de Cervantes de Raúl Peña Nalda[33]
- 1971: Ruta colombina de Augusto Fenollar[34]
- 1992: Sueños de fortuna de Pedro Martínez Oses
- 2013: El Palacio de los Arzobispos de Toledo en Alcalá de Henares de Gustavo Chamorro Merino y Ángel Pérez López

## Huerta del Obispo
El espacio abierto que queda por dentro del recinto amurallado del Palacio Arzobispal se denomina Huerta del Obispo. Pertenece al Ayuntamiento de Alcalá de Henares y sirve para representar diferentes tipos de espectáculo de masas al aire libre, como por ejemplo: Don Juan en Alcalá, Mercado Cervantino, conciertos musicales, etc.

## Conferencias
Ciclo de conferencias "El Palacio Arzobispal de Alcalá de Henares. Historia y Arquitectura", organizado por la Institución de Estudios Complutenses en la sede alcalaína del Instituto Cervantes.
- Carmen Román Pastor. El Palacio Arzobispal de Alcalá en el contexto de la arquitectura renacentista española. 06/05/2014.
- Arsenio López Huerta. Historias y personajes del Palacio. 13/05/2014.
- Gustavo Chamorro Merino. Los siglos de decadencia. 20/05/2014.
- Josué Llull Peñalba. La restauración y rehabilitación del Palacio para Archivo en el siglo XIX. 29/05/2014.
- José María San Luciano Ruiz. El siglo XX: incendio, expolio y reconstrucción. 09/06/2014.
- Carlos Clemente San Román y José Luis González Sánchez. La recuperación arquitectónica del Palacio Arzobispal y su recinto amurallado. Metodología y proyectos. 10/06/2014.